# Margit Otto-Crepin
Margit Otto-Crépin (Saarbrücken, 9 de fevereiro de 1945 – 19 de abril de 2020) foi uma adestradora francesa nascida na Alemanha. 

## Carreira
Margit Otto-Crépin representou a França nos Jogos Olímpicos de 1984, 1988, 1992 e 1996, na qual conquistou a medalha de prata no adestramento individual, em 1988. 
Foi campeã francesa em 1980, 1981, 1988 e 1989.

## Morte
Morreu no dia 19 de abril de 2020, aos 75 anos.